# Ireland's Eye SAC
Ireland's Eye SAC este o arie protejată (arie specială de conservare — SAC, sit de importanță comunitară — SCI) din Irlanda întinsă pe o suprafață de 40,34 ha, integral pe uscat.

## Localizare
Centrul sitului Ireland's Eye SAC este situat la coordonatele 53°24′18″N 6°03′49″W / 53.404872°N 6.063678°V.

## Înființare
Situl Ireland's Eye SAC a fost declarat sit de importanță comunitară în decembrie 1999 pentru a proteja 8 specii de animale. Situl a fost protejat și ca arie specială de conservare în noiembrie 2017.

## Biodiversitate
Situată în ecoregiunea atlantică, aria protejată conține 2 habitate naturale: Vegetație perenă pe țărmurile stâncoase, Faleze cu vegetație de pe coastele atlantice și baltice.
La baza desemnării sitului se află mai multe specii protejate de  păsări (8): alca (Alca torda), șoim călător (Falco peregrinus), papagal de mare (Fratercula arctica), Fulmarus glacialis, sula bassana (Morus bassanus), cormoran mare (Phalacrocorax carbo), Rissa tridactyla, Uria aalge.
Pe lângă speciile protejate, pe teritoriul sitului au mai fost identificate 2 specii de plante, 4 specii de păsări.